# Казаков, Аристарх Андреевич
Аристарх Андреевич Казаков (1878, с. Алексеевское Казанской губернии Российской империи — 21 сентября 1963, Москва) — революционер, советский государственный деятель, активный участник борьбы за установление советской власти в Средней Азии, председатель ЦИК Советов Туркестанской Советской республики (21 января — 31 марта 1919).

## Биография
Сын столяра. Окончив 4 класса, начал свой трудовой путь. Работал столяром на механическом заводе в г. Баку. С 1905 по 1917 год — на Среднеазиатской железной дороге (в Асхабаде), где участвовал в 1905 г. в забастовке железнодорожников.
Член РСДРП(б) с апреля 1917 года.
После Февральской революции 1917 года был избран в президиум Ташкентского Совета рабочих депутатов, позже — в Туркестанский краевой Совет. Был заместителем председателя Временного революционного комитета Туркестанского края.
В ноябре 1917 г. выдвинут на пост народного комиссара продовольствия Автономной Туркестанской СФР.
Участник, один из организаторов разгрома антисоветского осиповского мятежа в Ташкенте в январе 1919, тогда же был избран председателем Временного военно-революционного совета, а в марте 1919 — председателем Туркестанского ЦИК.
Как коммунист неоднократно откомандировывался в различные области страны для партийной работы. В 1920 году Казаков работал начальником дорожного политотдела Донецкой железной дороги. В середине августа 1920 г. переведен в политотдел Самаро-Златоустовской железной дороги. Через несколько дней он временно прикомандирован к 4-му райкому РКП(б) г. Самары, где стал членом президиума райкома партии.
В сентябре 1920 А. Казаков был введен в состав Самарского губкома партии, а также в состав Губпродсовещания. 9 сентября на заседании президиума Самарского губкома он был избран его ответственным секретарём. В обязанности ему вменялось «общее руководство всей работой партии, общий контроль над работой советского аппарата». 9 октября Казаков на заседании президиума заявил о необходимости своего отъезда в Ташкент и просил товарищей содействовать этому. Губком согласился на его отъезд, но поскольку замены ему на посту секретаря не было, то занимал он эту должность до 1 ноября, до избрания Т. Сапронова. 30 ноября А. Казаков вернулся к исполнению своих обязанностей. Работники губкома партии дали своему секретарю такую характеристику: «Чрезвычайно честный революционер, работник большого масштаба, универсального порядка, пользуется огромным авторитетом, уважением рабочих, хороший организатор».
А. Казаков возглавлял губернскую парторганизацию в тяжёлое время: восстания в Пугачевском, Бугурусланском уездах, забастовки рабочих в Самаре, тяжёлое экономическое положение всей губернии.
Делегат VIII губернской партконференции. Казаков неоднократно просил губком поддержать его ходатайство перед ЦК РКП(б) о переводе его в Туркестан, где осталась его семья. В конце концов, постановлением ЦК партии от 2 сентября 1921 г. он был отозван в Москву и оставил Самару.
Был делегатом X Всероссийского съезда РКП(б) в 1921 г. Член ВЦИК.
В дальнейшем работал на руководящих административно-хозяйственных постах: в 1925 г. — в Среднеазиатском коммерческом банке, в 1928 г. — заместитель начальника строительства Туркестано-Сибирской железнодорожной дороги, в 1931 г. — в Наркомате путей сообщения СССР, в 1935 г. — заместитель начальника строительства железной дороги Караганда-Балхаш.
Возглавлял Группу по изучению истории Октябрьской революции и гражданской войны в Туркестане при Истпарте ЦК ВКП(б).
В 1936—1937 был репрессирован.
С 1953 г. — персональный пенсионер А.Казаков проживал в Москве, где и умер.